# 690 Wratislavia
690 Wratislavia је астероид главног астероидног појаса са пречником од приближно 134,65 .
Афел астероида је на удаљености од 3,724 астрономских јединица (АЈ) од Сунца, а перихел на 2,565 АЈ.
Ексцентрицитет орбите износи 0,184, инклинација (нагиб) орбите у односу на раван еклиптике 11,263 степени, а орбитални период износи 2037,303 дана (5,577 година).
Апсолутна магнитуда астероида је 8,02 а геометријски албедо 0,060.
Астероид је откривен 16. октобра 1909. године.